# ناحیه الرمکه
ناحیه الرمکه (به عربی: دائرة الرمکة) یک ناحیه در الجزایر است که در استان غلیزان واقع شده‌است.